# 極光奏鳴曲樂團

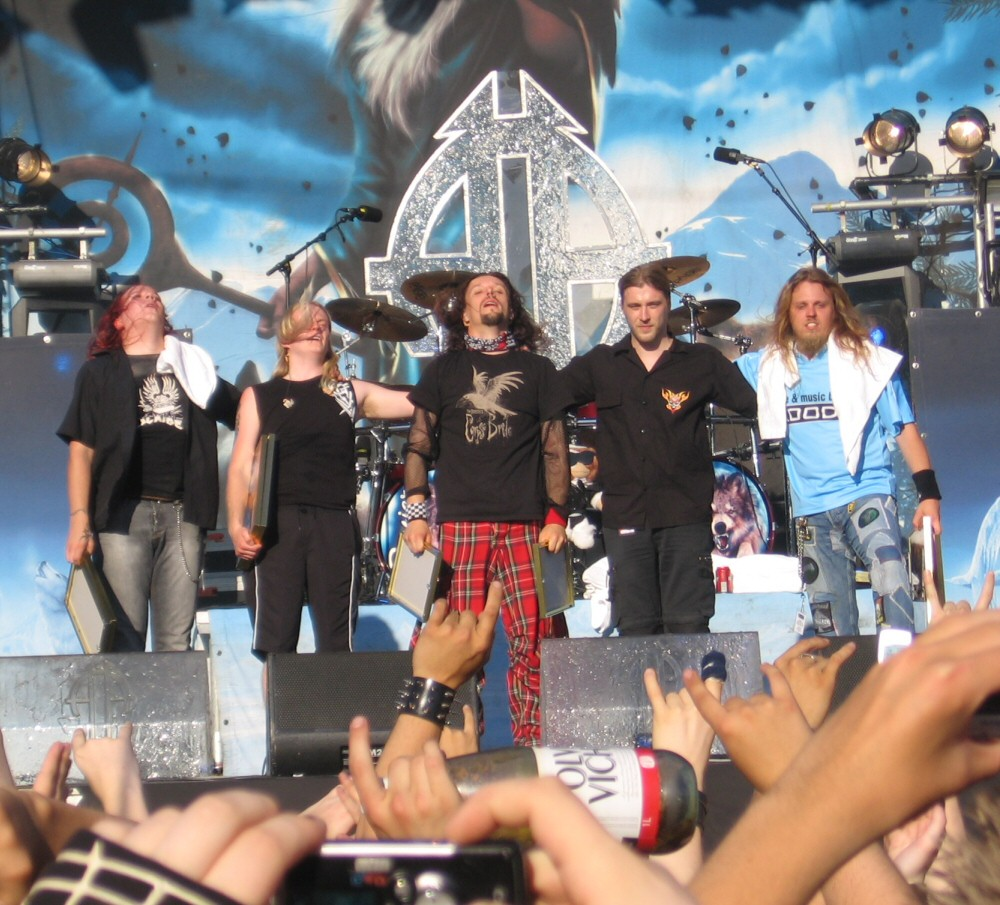
乐队在2006年图斯卡露天金属音乐节上

極光奏鳴曲（英語：Sonata Arctica），或譯“北極奏鳴曲”，是一個1996年成立於芬蘭的力量金屬樂團。乐团曲風富旋律性，受到歐洲及日本廣大樂迷的喜愛。

## 作品列表

### 錄音室作品
- Ecliptica（1999年）
- Silence（2001年）
- Winterheart's Guild（2003年）
- Reckoning Night（2004年）
- Unia（2007年）
- The Days of Grays（2009年）
- Stones Grow Her Name（2012年）
- The wolves die young (2014年)
- The Ninth Hour (2016年)
- Talviyö (2019年)
- Clear Cold Beyond (2024年)

### 現場演唱會
- Songs of Silence —— 東京演唱會（2002年）
- For the Sake of Revenge 2005東京演唱會實況--（2006年）

### EP
- Successor（2000年）
- Orientation（2001年）
- Takatalvi（2003年）
- Don't Say a Word（2004年）

### 單曲
- UnOpened（1999年）
- Wolf & Raven（2001年）
- Last Drop Falls（2001年）
- Victoria's Secret（2003年）
- Broken（2003年）
- Don't Say a Word（2004年）
- Shamandalie（2004年）

## 外部連結
- 官方網站 （页面存档备份，存于）
- 歌迷網站 — 德語，英語 （页面存档备份，存于）